# John Paul Crawford
Pour les articles homonymes, voir Crawford.
John Paul Crawford (né le 11 janvier 1995 à Long Beach, Californie, États-Unis) est un joueur d'arrêt-court des Mariners de Seattle de la Ligue majeure de baseball.

## Carrière
Joueur et étudiant à l'école secondaire Lakewood High de Lakewood (Californie), J. P. Crawford est le 16e athlète sélectionné au total lors du repêchage amateur de 2013 et est le choix de première ronde des Phillies de Philadelphie.
Considéré comme l'un des joueurs les plus prometteurs du baseball professionnel, Crawford fait au début 2014 son entrée en 78e position sur la liste annuelle des 100 meilleurs joueurs d'avenir dressée par Baseball America ; il passe à la 14e place du même classement au début 2015 avant d'être classé en 6e, puis en 12e position en 2016 et 2017, respectivement. Crawford participe au match des étoiles du futur en 2014 et 2015.
Il fait ses débuts dans le baseball majeur le 5 septembre 2017 avec Philadelphie au poste de joueur de troisième but face aux Mets de New York. Dans cette rencontre, il frappe aux dépens du lanceur Josh Smoker son premier coup sûr dans les majeures.

## Vie personnelle
J. P. Crawford est le fils de Larry Crawford, joueur de la Ligue canadienne de football de 1981 à 1989. Il est un cousin du joueur de baseball Carl Crawford.